# Чалмалы
Чалмалы (баш. Салмалы) — село в Шаранском районе Республики Башкортостан Российской Федерации. Центр Чалмалинского сельсовета.

## География

### Географическое положение
Расстояние до:
- районного центра (Шаран): 8 км,
- ближайшей ж/д станции (Туймазы): 33 км.

## История
Село основано башкирами Кыр-Еланской волости Казанской дороги на собственных землях, известно с 1692 года (по договору о припуске поселились тептяри). В 1730 году на тех же условиях здесь поселились ясачные татары. В 1795 году в 25 дворах проживало 190 чел.
В «Списке населенных мест по сведениям 1870 года», изданном в 1877 году, населённый пункт упомянут как деревня Чалмалина 3-го стана Белебеевского уезда Уфимской губернии. Располагалась при речках Тикерменли и Чалмалинке, по правую сторону просёлочной дороги из Белебея в Мензелинск, в 80 верстах от уездного города Белебея и в 10 верстах от становой квартиры в селе Шаран (Архангельский Завод). В деревне, в 114 дворах жили 659 человек (324 мужчины и 335 женщин, башкиры, татары), была мечеть. 
В 1906 году зафиксированы водяная мельница, бакалейная лавка.

## Население
| 2002 | 2009 | 2010 |
| ---- | ---- | ---- |
| 591  | ↘589 | ↘563 |

Национальный состав
Согласно переписи 2002 года, преобладающие национальности — башкиры (68 %), татары (29 %).

## Инфраструктура
В селе есть школа, детский сад, фельдшерско-акушерский пункт, дом культуры, библиотека.

## Транспорт
Село доступно автотранспортом. 
Остановка общественного транспорта «Чалмалы».

## Религия
В селе есть мечеть.